# Asto Pituak
Asto Pituak fue un grupo de música punk procedente de Pamplona, Navarra, España de marcada ideología anarcopunk con origen en el año 1992.

## Historia
La historia del grupo comenzó en 1992 de manera bastante precaria y con unos ideales menos radicales de los que mostraron posteriormente, ya que con el tiempo sus canciones se volvieron más extremistas y alcanzaron gran fama a nivel nacional. Durante toda su historia se caracterizaron por su rechazo a la usura musical, el consumo de carne, la explotación humana y animal, el uso de las drogas; además de por tocar en CSO. En sus letras se ve claramente identificado el ideal anarquista, anticapitalista, antinacionalista y en contra de la represión en canciones como «Soñe...Y lucho por ella», «Atrabuces y consuegras», «Forakas», «Poc@s tanto, much@s tan poco» o «La fuerza transformadora». Otros temas como «Punk Contento», en el que expresan su odio hacia los neonazis o la policía se han convertido en verdaderos himnos entre los jóvenes antifascistas. Dieron por finalizados sus más de 15 años de vida musical el 28 de diciembre del 2007 en un festival celebrado en el «Zisko Bardenero», gaztetxe de la localidad de Arguedas en la Ribera Navarra.

## Estilo
Tocaban desde el punk más tradicional a temas con ritmos más cercanos al ska-punk, el oi! o el hardcore. Todas sus letras eran muy directas, hasta el punto en que se definen en ellas: 

«Ni vascos, ni navarros, ni españoles, ni europeos, anarcopunks contra el fascismo, apátridas y ateos»
Altrabuces y consuegras - Asto Pituak

## Discografía

### No nos metemos con nadie (1996)
- 1 Vuestro progreso, nuestro fracaso
- 2 La caza del hombre
- 3 De profesión, insumis@
- 4 Pre-okupa-les
- 5 Inmigrantes (somos tod@s)
- 6 Tierra desolada
- 7 S.L.M.D.T.P.C.M.E. Y M.MO.
- 8 El dios del despacho
- 9 Ingobernables
- 10 Su majestad
- 11 Instrumental

### De la nada venimos y hacia ella nos dirigimos de cabeza (1997)
- 1 Jota
- 2 Kabrones
- 3 Vagabundo actual
- 4 Falso paraíso
- 5 Poc@s tanto much@s tan poco
- 6 Alternativas
- 7 Nos creen demasiado jóvenes para reaccionar
- 8 Eskizofrenia
- 9 Condenad@s de por vida a los infiernos
- 10 Huntadilla
- 11 Punk content@
- 12 Juegan con vidas

### Para bien o para mal, así somos (1999)
- 1 Soñé... y luchó por ella
- 2 Altrabuces y consuegras
- 3 ¿Dónde está tu sonrisa?
- 4 No puedes dejar el punk
- 5 Fiesta de mujeres
- 6 Punk content@
- 7 Que se jodan
- 8 No estuches
- 9 Sabes quien eres
- 10 El olor de un pedo
- 11 El bute
- 12 Sekuelas
- 13 La repera
- 14 Haragia
- 15 Foracas
- 16 Muescas de muexli
- 17 Preferimos el txu-txu

### Directo para Eduardo García (2001)
- 1 Pres@s - (RIP)
- 2 Kabrones
- 3 Que se jodan
- 4 Altrabuces y consuegras
- 5 Su maghestad
- 6 Alternativas
- 7 Punk Kontenta
- 8 con vidas
- 9 No puedes dejar el punk
- 10 De profesión: insumis@
- 11 Fiesta de mujeres
- 12 Pecado mortal - (Las Vulpes)
- 13 A matar - (Dekadenzia)
- 14 Soñe... y lucho por ella
- 15 Zoo-ilógico
- 16 Vuestro progreso, nuestro fracaso
- 17 Forakas
- 18 S.L.M.D.T.P.C.M.E.Y.M.M.O.
- 19 Solidaridad - (IV Reich)

### Un pequeño despiste de cómico (2001)
- 1 Nuestr=s hijo=s
- 2 No les ladréis a los perros que luego cogen acento de fuera
- 3 La duda
- 4 Autodeterminazioa
- 5 Tierra @desolada
- 6 Herman='
- 7 Zooilógico
- 8 Napalm en Baqueira
- 9 Gualtrapas
- 10 A la desesperada
- 11 La caza del hombre
- 12 Poc=s tanto, much=s tan poco
- 13 Traga mierda
- 14 Juegan con vidas
- 15 Tramoyistas herrando patos
- 16 Kiri, Kiri, Kiri
- 17 A matar

### Recopilatorio en apoyo a CNA: Contra las cárceles Vol. 02
2005
- La llave del olvido

### Garrasiak iluntasunean (2007)
- 1 La fuerza transformadora
- 2 Ácido Nucleico Desoxirribo
- 3 Pogo y la niebla
- 4 Activistas del apoliticismo
- 5 Promiscuidad
- 6 Food & Bombs
- 7 Cuerda
- 8 Paz y Bien
- 9 Vuestras Caricias
- 10 Buru hilketa
- 11 Euskal Javi
- 12 Holidays in Domeño
- 13 Moriruña y de relleno...
- 14 Zombis
- 15 V.G.C.B.
- 16 La llave del olvido
- 17 Selfdestructo bust - (Turbonegro)
- 18 Pre-Okupales
- 19 No puedes dejar el Punk - (por Generación perdida)
- 20 Gritos de dekadencia - por (Gritos de histeria y Asto)
- 21  -Video.- Vuestras caricias

- Datos: Q5709696